# 吳梓
吳梓（1939年—），台灣政治人物，臺北平溪人，生長於瑞芳九份，曾任立法委員。

## 早年生平
吳梓於昭和十四年（1939年）出生於日治時代臺北州基隆郡平溪庄（今新北市平溪區）。吳梓稱一歲多時父親到瑞芳九份做礦工，因此舉家遷至九份，大東亞戰爭爆發後稱日本政府要求其父出任九份製造堆肥的隊長，由於九份坐落山坡地，做堆肥有困難，如果產量不夠可能被日本人懲罰，父親便連夜僱一輛車子，從瑞芳逃至宜蘭三星庄，在三星住了五年。小時候吳梓住在三星阿里史，和原住民一起居住，直到戰後1947年，其父認為在當地無法受很好的教育，因此搬回九份。:265-266
二二八事件時，吳梓稱他親眼見到軍人荷槍實彈在找人，他們在九份派出所旁邊的小空地上插上大約二十根的杉木棍子，每天傍晚把幾個頭上透著黑布的人綁在柱子上槍斃，然後把屍體拉上卡車，開往瑞芳方向，前後大約有一個星期，大概殺了三、五十人。當時吳梓就躲在他家附近的一棵樹下，在距離三百公尺遠的地方親眼目睹這些事。事件過後，他的同學來學校就哭，吳梓問說「你哭什麼？」他說「我爸爸不見了。」:266
回到九份時，吳梓申請就讀九份國校一年級，吳梓表示當時學校說其名字「吳富雄」太像日本名，不讓他註冊。後來不認識字的父母親拜託隔壁的鄰長改名「吳祥」，到了五年級時，被導師改名為「吳梓」。小學畢業後，吳梓到金瓜石的時雨初中讀書。初中畢業後，考取板橋高中。在就讀板橋高中三年級時，使吳梓體會到省籍差異，吳梓表示當時板橋高中大約六成是外省孩子、四成是本省孩子，不會講四川話的人社會是低下的，使他「深深的感受到身為一個臺灣人的悲哀」。因為他家很窮，只好穿阿兵哥的黑鞋子，襪子經常是又破又臭。高二時，吳梓稱同班的女同學莊姍姍沒有因為他窮而看不起他，和他交往。高二上學期註冊時，吳梓到她家去，遇到她的母親（江蘇人），吳梓稱她當知道他是吳梓後，接著說「不要臉，癩蝦蟆想吃天鵝肉！」碰一聲就把門關起來了，他一次接觸到外省人的「禮遇」。:266-269
大學時進入國立中興大學園藝系就讀，畢業後於陸戰隊當預備軍官，1964年7月1日退伍:276。

## 政途
吳梓在1964年7月參與救國團活動，當時副主任是李煥。後出任救國團大專中心總幹事；1972年曾經向國民黨爭取臺北市議員提名，但未被提名。吳梓表示易勁秋告訴他因為他不是臺大畢業、而且沒有兩百萬，市黨部提名他有困難，當時吳敦義因為是臺大畢業，又有中國時報社支持，所以經費沒有問題。過沒多久，吳梓就因為私下支持張俊宏於1973年離開救國團。從事造景建築公司。1977年吳梓一度打算參選臺北縣長，他稱當時遭到國民黨臺北縣黨部主委蘇鼎銘說：「吳梓，看你這個樣子，要選縣長，我看是笑話吧？你選個縣議員我都還要考慮考慮！」。吳梓出任候選人邵恩新的競選辦事處副總幹事，並且到桃園幫脫黨的許信良選舉。:284-289
1978年，吳梓獲得國民黨提名參選立法委員。當時他參選臺灣省第一選區（臺北縣、基隆市、宜蘭縣），要競爭的人包括林榮三、張淑真等人。林榮三本來不是國民黨人，6月1日黨部叫他加入國民黨。吳梓回憶6月7日協調時，談到一半，林榮三站起來把玻璃杯拿起來用力往牆上丟，並用粗話說：「國民黨一世人騙人。你叫我加入國民黨，還騙我，不給我提名！」就走出去了。吳梓回憶他從第一天就讚美蔣經國，述說蔣經國為人處世的了不起，十幾天後，國民黨組工會主任王任遠打電話給他，表示吳梓受到蔣經國注意，所以王私人送吳10萬元競選經費。結果中華民國與美斷交、選舉中止，10萬元沒有給他，他也沒拿。:293